# Ludwig Béla
Ludwig Béla, Ludwig Bertalan (Budapest, 1891. március 8. – ?, 1946. május 29.) válogatott labdarúgó, csatár, jobbszélső, edző. Az első labdarúgó volt, aki a III. Kerületi TVE csapatából a magyar válogatottban szerepelt. Polgári foglalkozása borkereskedő.

## Pályafutása

### Klubcsapatban
A III. kerületi TVE labdarúgója volt, ahol egy bajnoki ötödik helyezés volt a legjobb eredménye.

### A válogatottban
1917-ben egy alkalommal szerepelt a magyar válogatottban.

### Edzőként
Az 1929–30-as idényben edzőként dolgozott az olasz US Cremonese klubnál.

## Sikerei, díjai

### Játékosként
- Magyar bajnokság
  - 5.: 1916–17

## Statisztika

### Mérkőzése a válogatottban
| Magyarország | Magyarország   | Magyarország    | Magyarország | Magyarország | Magyarország | Magyarország | Magyarország | Magyarország |
| #            | Dátum          | Helyszín        | Hazai        | Eredmény     | Vendég       | Kiírás       | Gólok        | Esemény      |
| ------------ | -------------- | --------------- | ------------ | ------------ | ------------ | ------------ | ------------ | ------------ |
| 1.           | 1917. május 6. | Bécs, WAC-Platz | Ausztria     | 1 – 1        | Magyarország | barátságos   | -            |              |
|              | Összesen       |                 |              | 1            | mérkőzés     |              | 0            | gól          |